# La Bonneville-sur-Iton
La Bonneville-sur-Iton ist eine französische Gemeinde mit 2.045 Einwohnern (Stand: 1. Januar 2022) im Département Eure in der Region Normandie. Sie gehört zum Gemeindeverband Pays de Conches und ist Teil des Kantons Conches-en-Ouche und des Pays d’Ouche.
Die Einwohner werden Bonnevillois genannt.

## Geographie
La Bonneville-sur-Iton liegt etwa neun Kilometer westsüdwestlich von Évreux auf einer Hochebene im Pays d’Ouche am Fluss Iton.
Durch die Gemeinde führt die frühere Route nationale 830.

### Nachbargemeinden
Umgeben wird La Bonneville-sur-Iton von den Nachbargemeinden Caugé im Norden, Saint-Sébastien-de-Morsent im Nordosten, Aulnay-sur-Iton im Osten, Les Ventes im Süden, Glisolles im Westen sowie Ferrières-Haut-Clocher im Nordwesten.

## Bevölkerungsentwicklung
| Jahr      | 1962 | 1968 | 1975 | 1982 | 1990 | 1999 | 2006 | 2016 |
| Einwohner | 1155 | 1120 | 1316 | 1485 | 2061 | 2180 | 2289 | 2182 |

## Sehenswürdigkeiten
- Ruine des Zisterzienserklosters La Noé, 1144 gegründet

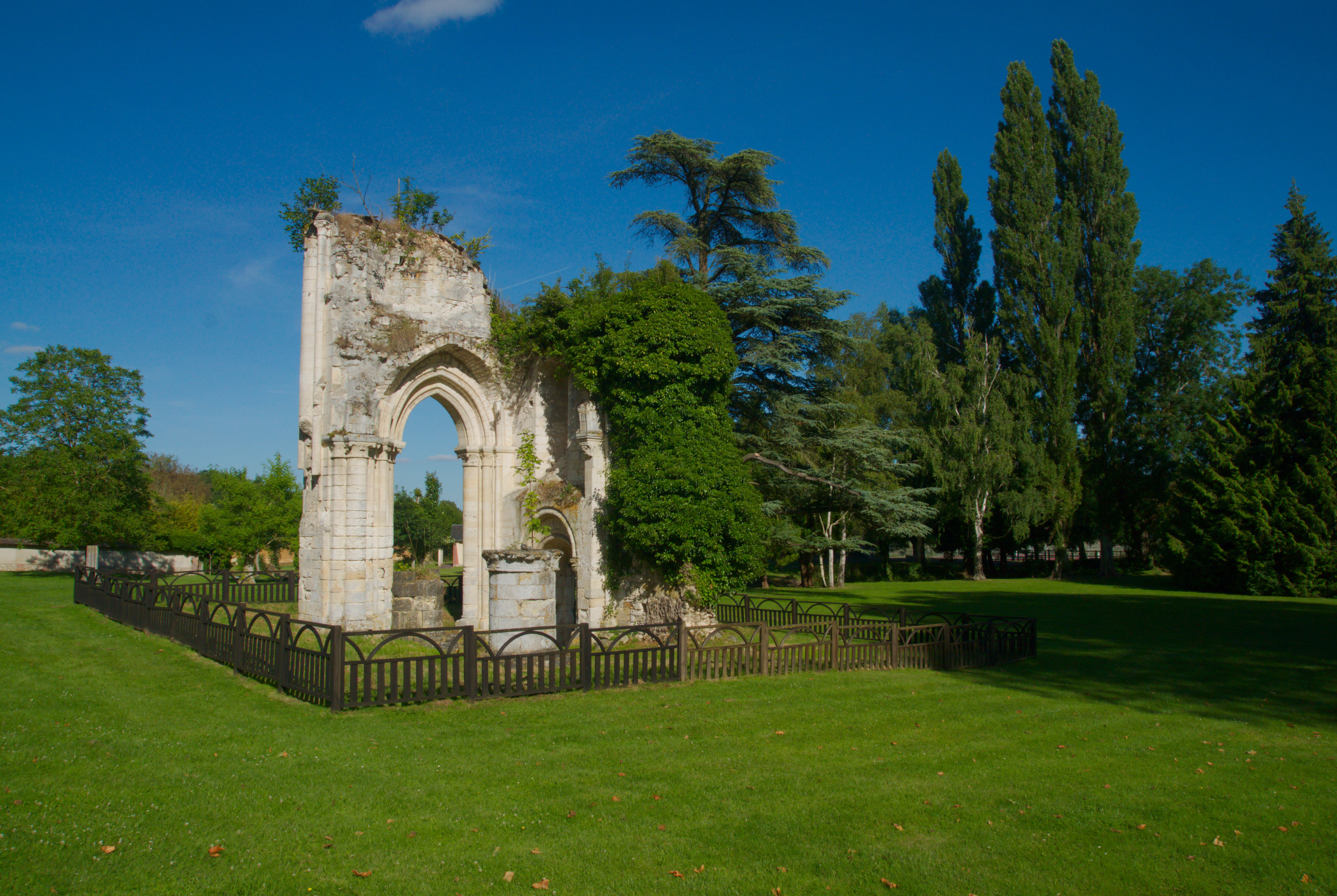
Ruinen des Zisterzienserklosters La Noé

- Kirche Saint-Pierre